# Zakład Sióstr Miłosierdzia św. Wincentego à Paulo w Warszawie

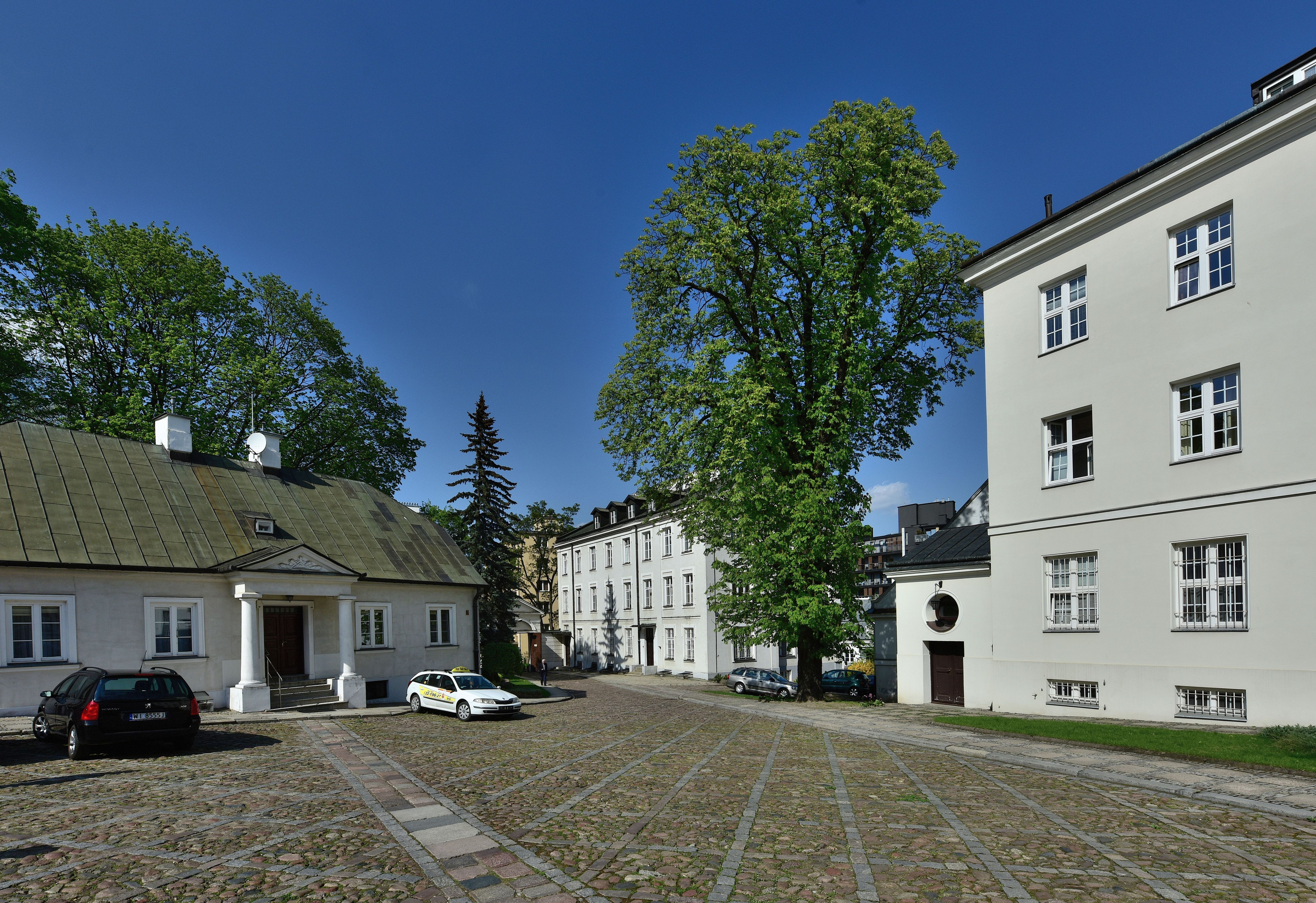
Zabudowania klasztoru

Zakład Sióstr Miłosierdzia św. Wincentego à Paulo – zespół klasztorny znajdujący się przy ul. Tamka 35 w Warszawie. Został ufundowany w XVII wieku przez Marię Ludwikę Gonzagę, żonę króla Jana Kazimierza.

## Historia
Założycielem Zgromadzenia był Wincenty à Paulo. To on zaangażował Ludwikę de Marillac, późniejszą świętą, do służby najuboższym. Wspólnota początkowo działała jedynie na terenie Francji. Dopiero 8 grudnia 1652 roku, na prośbę Marii Ludwiki Gonzagi siostry zakonne przybyły do Warszawy, skąd posłano je do licznych miejsc na terenie całego kraju.
Żona króla Jana Kazimierza, troszcząc się o przyszłość sióstr ze zgromadzenia Szarytek, postanowiła założyć fundację na Tamce. Aby zabezpieczyć ich przyszłość, powołała do istnienia odpowiednie seminarium w celu kształcenia oraz przygotowania wychowanek. Maria Ludwika Gonzaga pragnęła także, by przy centralnym domu zgromadzenia uczyły się ubogie dziewczęta oraz aby pielęgnowano i troszczono się o chorych i ubogich. 
W 1659 roku fundatorka zakupiła od Marianny z Potockich Wesslowej dworek i tzw. dworzec „Gisowski”, u podnóża zamku Ostrogskich, górującego nad wąwozem Tamki, na ziemiach zwanych Glinkami, należącymi dawniej do rodziny Gizów na folwarku Kałęczyn. Maria Ludwika osobiście sprawowała pieczę nad zatwierdzeniem fundacji na sejmie w 1662 roku. Zostały przygotowane dokumenty wymagane prawem, wtedy trzej najznamienitsi urzędnicy królewscy zeznali, iż wszystkie dobra zostały zakupione przez królową i są jej własnością, a które ona sama osobnym aktem erekcyjnym darowała wieczyście „Szpitalowi Ubogich i Sierot”.
Początkowo zakład obejmował tereny położone na skarpie wiślanej między ulicami Tamka i Czerwonego Krzyża, brzegiem wiślanym i ul. Solec oraz wąski pas gruntu ciągnący się od ul. Nowy Świat między ulicami: Warecką, Sienkiewicza, Sienną a przedłużeniem ul. Moniuszki.
Siostry zakonne wprowadziły się tam wraz z 15 podopiecznymi (sierotami) miesiąc po zakupieniu posiadłości 7 czerwca 1659 roku.  Początkowo budynki klasztoru były drewniane. Z czasem tereny należące do zgromadzenia poszerzały się dzięki prywatnym zapisom możnych – szczególnie kardynała Michała Radziejowskiego oraz biskupa Mikołaja Święcickiego i księdza Michała Bartłomieja Tarłę (wizytatora). Zapisy te umożliwiły w roku 1697 zastąpienie drewnianego budynku nowym, murowanym. W 1699 roku rozpoczęto budowę murowanego klasztoru i świątyni pod wezwaniem św. Kazimierza. 9 lipca 1699 roku zakończono budowę domu murowanego. Umieszczono również kaplicę jednonawową z murowanym ołtarzem i obrazem św. Kazimierza (także patrona domu).
W 1677 roku wybuchła w kraju zaraza morowa, na którą umierała ludność stolicy. Szarytki umieściły wtedy w odosobnionych barakach około 4000 chorych.
Do zespołu klasztornego na Tamce zaliczany jest klasztor wraz z kościołem. Na teren zakładu można wejść przez XIX-wieczną bramę. Znajdują się tam m.in. barokowy spichrz z końca XVII wieku, oficyna zwana kapelanią z 1895 roku oraz dom wychowanic zakładu św. Kazimierza z 1859 roku.
W roku 2017 Rada m.st. Warszawy nadała przejściu prowadzącemu od ul. Tamka do bramy klasztoru nazwę Zaułek Ku Szarytkom.

### Klasztor
Zabudowania klasztorne wzniesiono na planie kwadratu, na środku którego znajduje się dziedziniec. Budowla w stylu barokowym posiada w fasadzie neorokokową dekorację – ryzalit. Nad zabudowaniami dominuje smukła wieżyczka sygnaturki. W klasztorze można na ścianach podziwiać liczne obrazy w tym portret przedstawiający Marię Ludwikę Gonzagę.

### Kościół św. Kazimierza
Kościół został zbudowany w stylu barokowym. W nawie głównej, w prezbiterium ustawiono figurę Najświętszej Marii Panny. Po prawej stronie ołtarza widnieje obraz fundatorki klasztoru – Marii Gonzagi. Po prawej i lewej stronie ołtarza umieszczono obrazy św. Kazimierza (patrona – króla Jana Kazimierza), Zwiastowania NMP i św. Wincentego à Paulo. Przez wiele lat gromadzili się tu na mszy Francuzi mieszkający w Warszawie. Pod koniec XIX wieku dobudowano nawę boczną, zaprojektowaną przez architekta Władysława Marconiego. Stoi tam figura Jezusa Miłosiernego. 
W 1939 roku kościół spłonął całkowicie wraz z klasztorem (który był także częściowo zburzony w czasie powstania warszawskiego, w 1944 roku). Odbudowę klasztoru rozpoczęto po wojnie i trwała ona do 1956 roku. Kościół ma dziś charakter klasycystyczny a budynki zostały wiernie odtworzone.

## Galeria

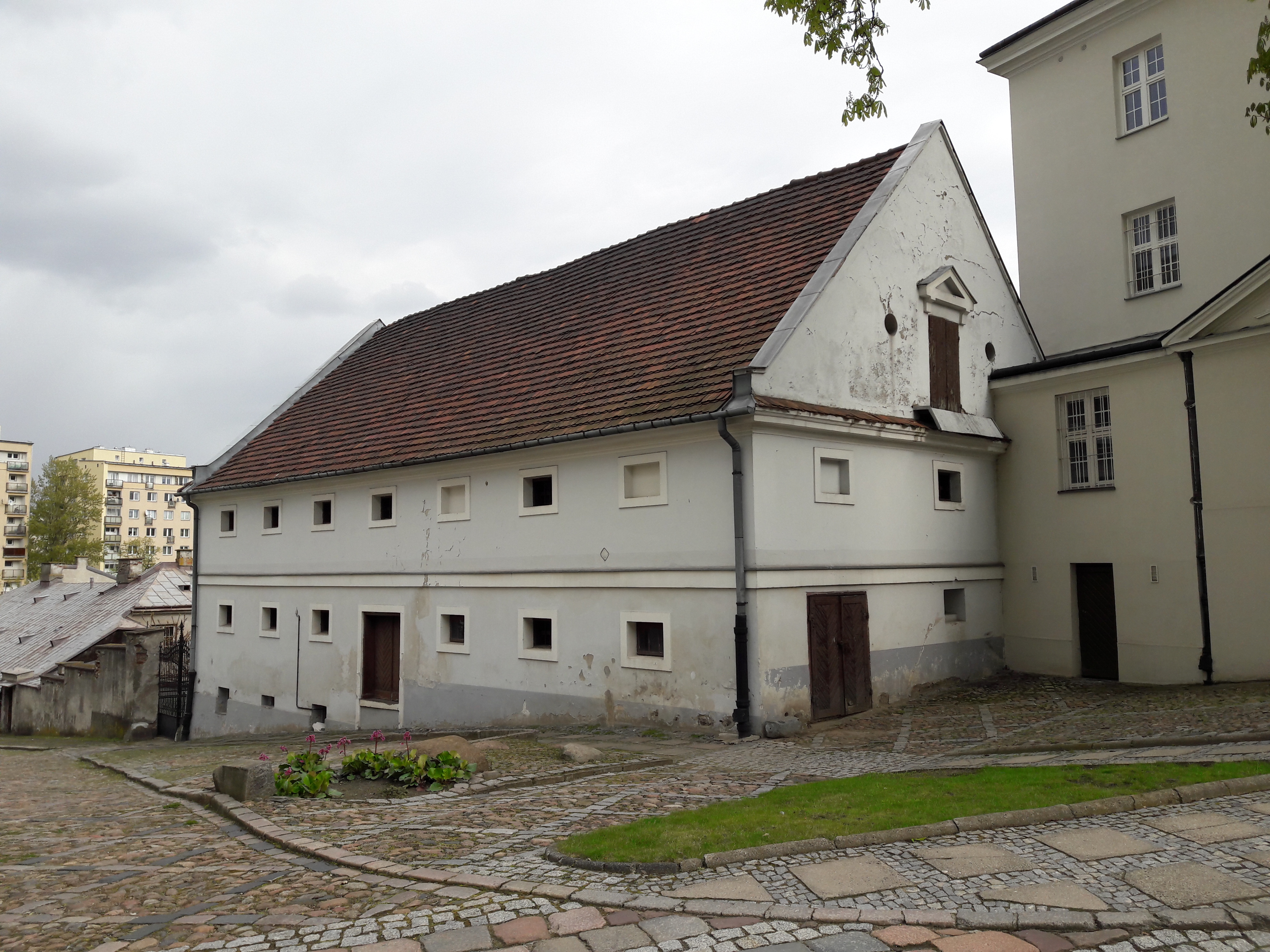
Spichlerz klasztorny, widok od strony ogrodu
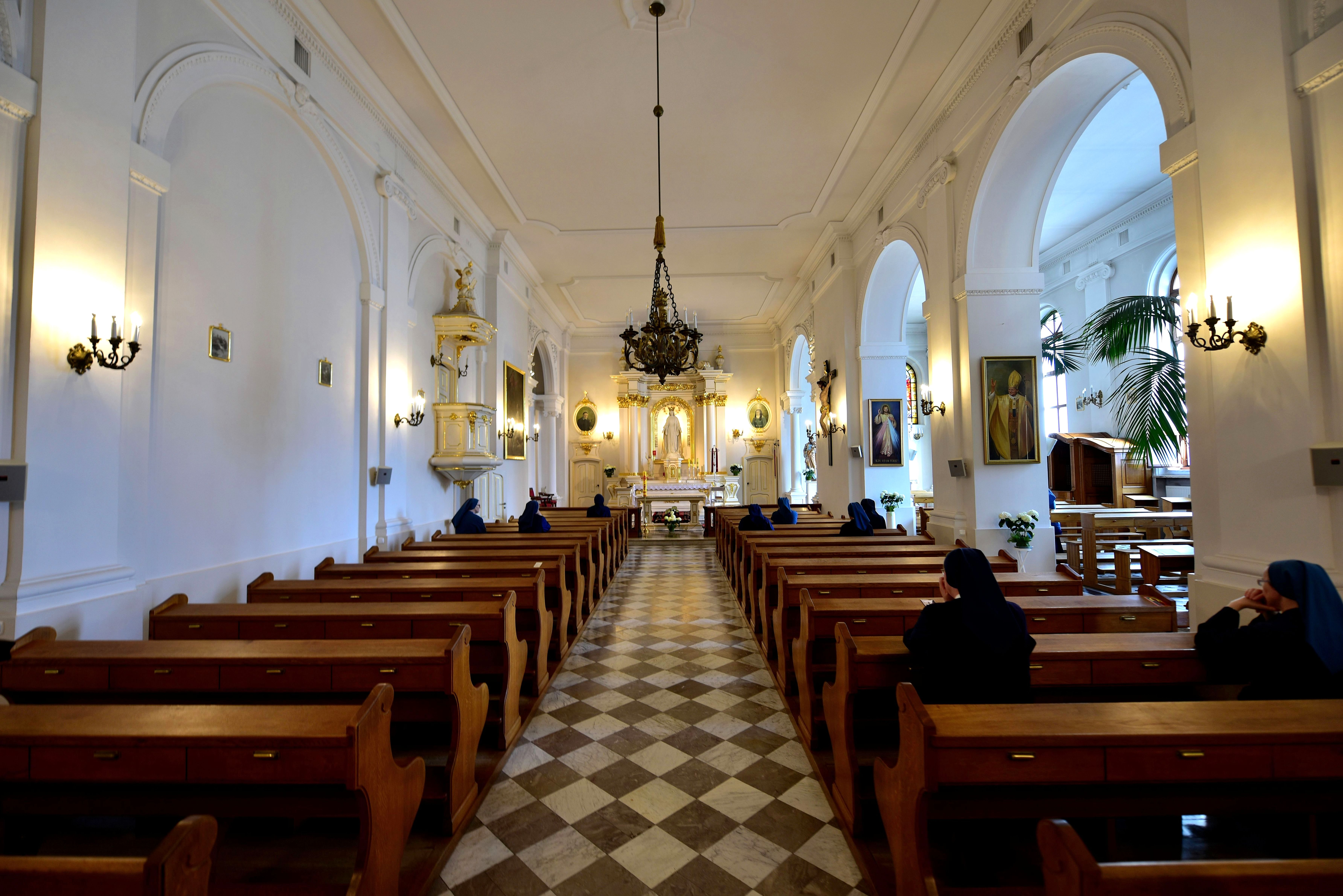
Wnętrze kościoła św. Kazimierza
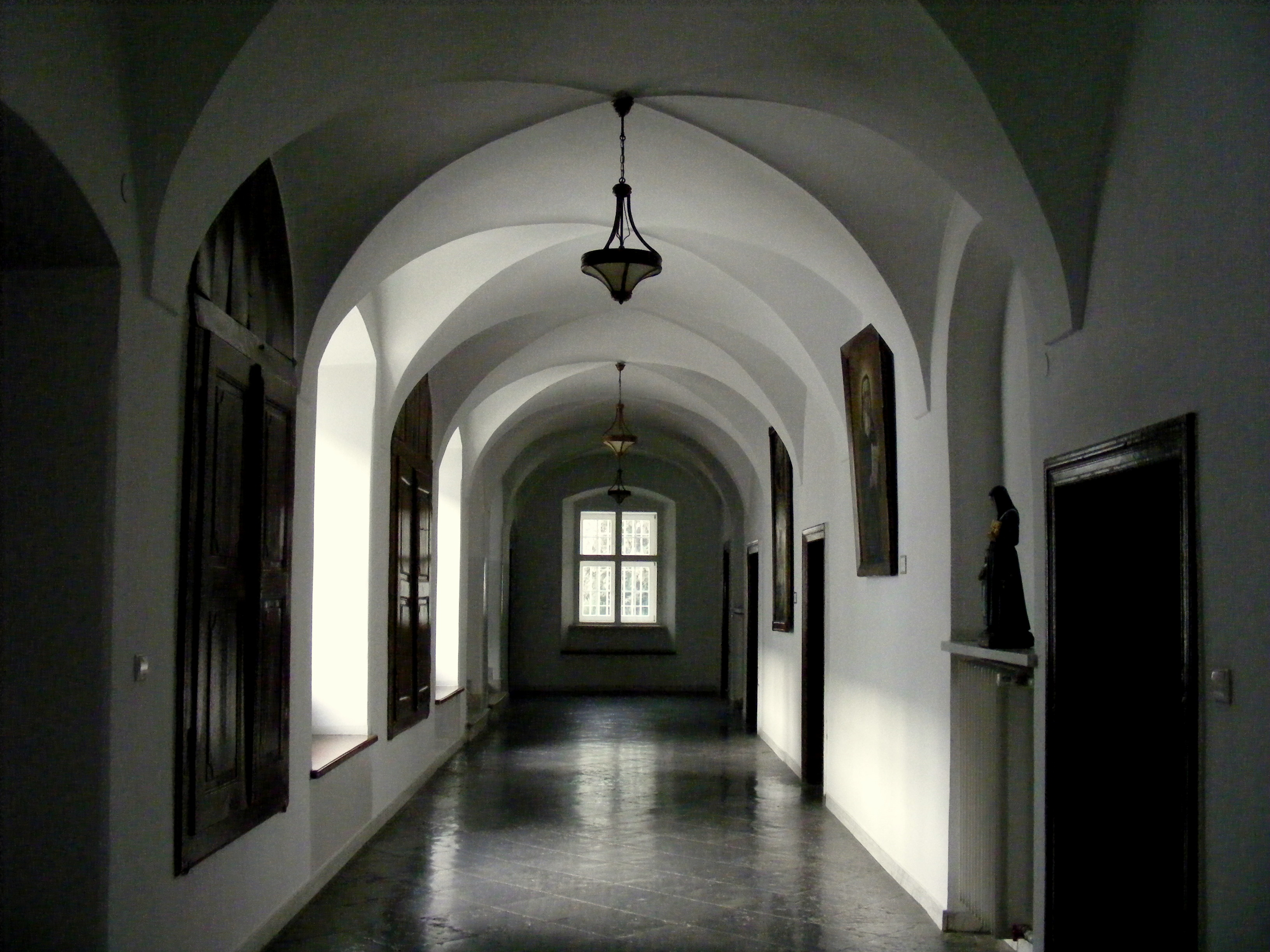
Korytarz
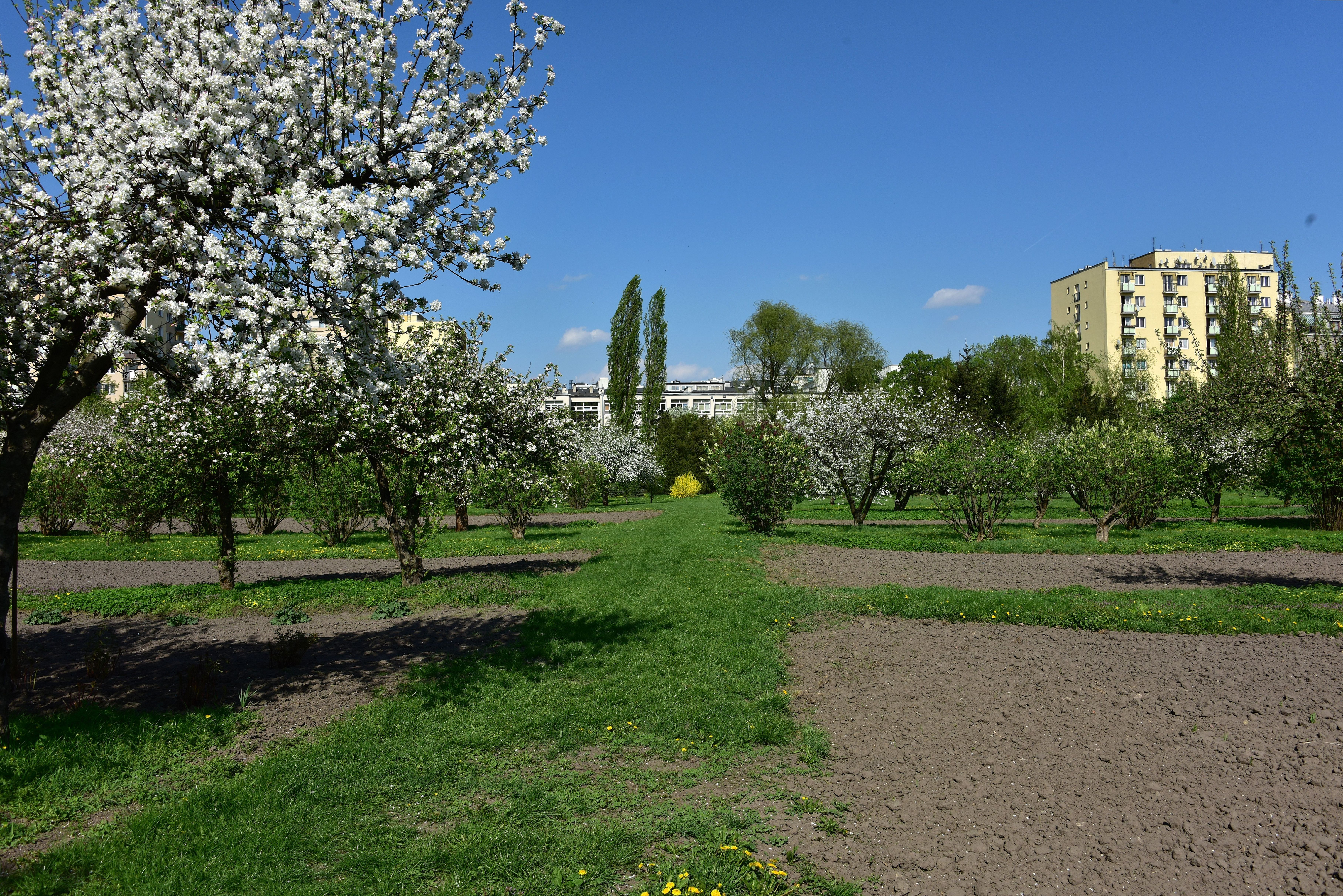
Fragment ogrodu